# Szépirodalmi Könyvtár (Franklin Irodalmi és Nyomdai Rt.)
A Szépirodalmi Könyvtár egy magyar szépirodalmi könyvsorozat volt a 20. század legelején. Az 1901 és 1905 között a Franklin Irodalmi és Nyomdai Rt. gondozásában Budapesten megjelent, sárga/kék borítójú, fekete gerincdíszes kötetek Jókai Mór egyes szépirodalmi műveit bocsátották a nagyközönség részére. Kötetei a következők voltak:
- Jókai Mór. Egy asszonyi hajszál. Történelmi regényvázlat. 5. kiadás. (222 l.) 1904.
- Jókai Mór. Asszonyt kísér – Istent kísért. Regény. 4. kiadás. (8-r. 202 l.) 1901.
- Jókai Mór. Csataképek a magyar szabadságharcból. 7. kiadás. 2. kötet. (191. 228 l.) 1903.
- Jókai Mór. Egy az isten. 5. kiadás. 3 kötet. (236. 221. 314 l.) 1905.
- Jókai Mór. Az elátkozott család. Regény. 5. kiadás. 2 kötet. (202 183 l.)
- Jókai Mór. Erdély aranykora. Regény. 8. kiadás. 2 kötet. (207. 200 l.) 1902.
- Jókai Mór. Erdélyi képek. 7. kiadás. 2 kötet. 1901–1904.
- Jókai Mór. Hangok a vihar után. 2 kötet. 1903. I. köt. Fortunátus Imre. – A varchoniták. (200 l.) II. köt. A kalózkirály. – Shirin. (160 l.)
- Jókai Mór. Hétköznapok. Regény. (1846.) 4. kiadás. 2 kötet. (187. 175 l.) 1903.
- Jókai Mór. A janicsárok végnapjai. Regény. 6. kiadás. (288 l.) 1901.
- Jókai Mór. A kőszívű ember fiai. Regény. 6. kiad. 3 kötet. (272. 253. 276 l.) 1901.
- Jókai Mór. Magyarhon szépségei. – A legvitézebb huszár. 5. kiadás. (232 l.) 1903.
- Jókai Mór. Egy magyar nábob. Regény. 9. kiadás. 3 kötet. (219. 231. 221 l.) 1904.
- Jókai Mór. Mire megvénülünk. Regény. 6. kiadás. 2 köt. (267. 304 l.) 1901.
- Jókai Mór. Népvilág. Elbeszélések. 5. kiadás. (341. l.) 1904.
- Jókai Mór. Politikai divatok. 5. kiadás. 3 kötet (207. 182. 192 l.) 1905.
- Jókai Mór. A régi jó táblabírák. 7. kiadás. 2 kötet. (262. 250 l.) 1905.
- Jókai Mór. Szegény gazdagok. Regény. 5. kiadás. 2 kötet. (281. 277 l.) 1901.
- Jókai Mór. Szomorú napok. Regény. 7. kiadás. (292 l.)1904.
- Jókai Mór. Az új földesúr. Regény. 2 kötet. 7. kiadás. (196. 231 l.) 1902.
- Jókai Mór. Vadon virágai. 2 kötet. (240. 237 l.) 1904.
- Jókai Mór. Véres könyv. Csataképek a keleti háborúból. 2 kötet. (229. 224 l.) 1904.

## Képtár
- Másfajta borítódísz